# リスボン県
リスボン県（Lisbon District (ポルトガル語: Distrito de Lisboa)）は、ポルトガルの県の一つ。県都は、ポルトガルの首都でもあるリスボン。北をレイリア県、東はサンタレン県と接する。南はテージョ川をはさんで、セトゥーバル県と接する。西は、大西洋に面している。また、リスボン県の南半分を占めるリスボン、シントラ、ロウレス、アマドーラ、カスカイス、オエイラス、オディヴェラス、ヴィラ・フランカ・デ・シーラ、マフラの9都市は、セトゥーバル県北部の9都市とあわせて、リスボン都市圏を構成する。
リスボン県は、以下の16の地方自治体が所属する（アルファベット順）。
- アレンケールpt:Alenquer
- アマドーラ（pt:Amadora）
- アルーダ・ドス・ヴィーニョスpt:Arruda dos Vinhos
- アザンブージャpt:Azambuja
- カダヴァル（pt:Cadaval）
- カスカイス
- リスボン - ポルトガルの首都であると同時に県都。
- ロウレス（pt:Loures）
- ロウリニャン（pt:Lourinhã）
- ソブラル・デ・モンテ・アグラソ（pt:Sobral de Monte Agraço）
- マフラ
- オディヴェラス（pt:Odivelas）
- オエイラス（pt:Oeiras）
- シントラ - 王宮とペーナ宮殿は、ユネスコの世界遺産に「シントラの文化的景観」として登録されている。また、ユーラシア大陸最西端でもあるロカ岬を含む。
- トレス・ヴェドラスpt:Torres Vedras
- ヴィラ・フランカ・デ・シーラ（pt:Vila Franca de Xira）